# Transport ferroviaire au Sierra Leone
 (juillet 2024).
Si vous disposez d'ouvrages ou d'articles de référence ou si vous connaissez des sites web de qualité traitant du thème abordé ici, merci de compléter l'article en donnant les références utiles à sa vérifiabilité et en les liant à la section « Notes et références ».
- voies à écartement de 1067 mm (opérationnelles)
- voies à écartement de 762 mm (fermées en 1974).

Réseau ferroviaire du Sierra Leone, Extension de Tonkolili non représentée.

Le réseau de transport ferroviaire au Sierra Leone est constitué de 84 kilomètres de voies ferrées, tous privés et à voie étroite de 1,067 mm  (écartement du Cap).

## Réseau

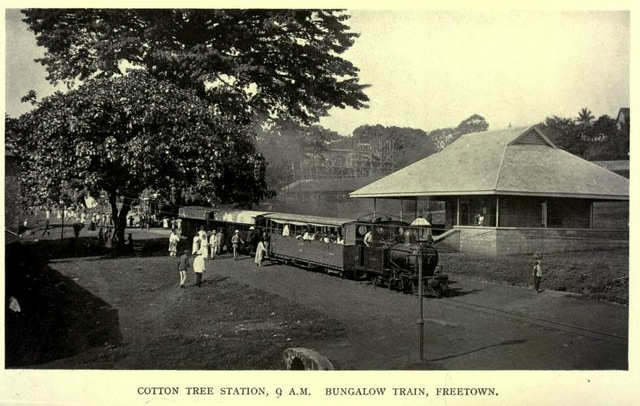
Gare de Freetown Cotton Tree en 1915.

La Sierra Leone n'a plus de chemin de fer public depuis que le réseau à écartement de 762 mm des chemins de fer gouvernementaux du Sierra Leone a fermé en 1975. Il allait de Freetown à Bo jusqu'à Kenema et Daru avec un embranchement vers Makeni. Il n'existe pas de liaisons ferroviaires internationales vers les pays limitrophes, la Guinée et le Liberia.
La voie ferrée existante entre le port de Pepel et la mine de fer de Marampa est en cours de rénovation par African Minerals plc. Il s'agit d'un chemin de fer à usage mixte, mais il sera principalement utilisé pour le transport du minerai de fer. African Minerals construit également un nouveau chemin de fer à écartement standard entre la mine de minerai de fer de Tonkolili et un nouveau port à Tagrin Point.